# Tebis
Tebis (Technische Entwicklung Beratung und Individuelle Software) ist ein CAD/CAM Programm der Firma Tebis Technische Informationssysteme AG mit Sitz in Martinsried bei München.
Nicht zu verwechseln mit dem TeBIS System (Prozessdatenerfassung) der Firma Steinhaus Informationssysteme GmbH aus Datteln.

## Unternehmenskennzahlen
- Gründung: 1984 (Tebis GmbH)
- Umwandlung: 1991 (Tebis AG)
- Hauptsitz: Martinsried bei München
- Entwicklungsstandorte: Martinsried und Norderstedt
- Internationale Standorte: China, Spanien, Frankreich, Großbritannien, Italien, Portugal, Schweden, USA
- Mitarbeiter: >300 weltweit

## Funktionalität
Tebis ist eine CAD/CAM-Softwarelösung für z. B. Werkzeug-, Formen- oder Modellbau. Hauptsächlich werden mit der Software Werkzeugwege für die spanende Fertigung wie Bohren, Fräsen und Drehen, aber auch zum Draht- und Senkerodieren erzeugt. Die Werkzeugwege steuern mehrachsige CNC-Maschinen. Weitere Einsatzbereiche liegen in der Arbeitsvorbereitung, Konstruktion, Flächenrückführung, Qualitätskontrolle, CNC-Maschine und Bankmontage. Die Software verfügt über Schnittstellen für neutrale Datenformate ebenso wie für Dateiformate anderer Hersteller (STEP 203/214, VDA-FS, IGES, DXF, STL, Parasolid, CATIA V4/V5, Creo, SolidWorks, Inventor, NX, JT, Nastran, Autoform).

## Industrielle Anwendung
Eingesetzt werden die Programme von kleinen mittelständischen Unternehmen bis zu den OEM der Automobil- und Flugzeugindustrie und deren Zulieferern.
Die folgende Tabelle enthält eine Auswahl von Firmen die Tebis als CAM-System einsetzen.
| Firma                         | Branche                       |
| ----------------------------- | ----------------------------- |
| Bertrandt                     | Automobilzulieferer           |
| BMW Group                     | Automobilindustrie            |
| Daimler AG                    | Automobilindustrie            |
| Dräxlmaier                    | Automobilzulieferer           |
| ElringKlinger                 | Automobilzulieferer           |
| Ford                          | Automobilindustrie            |
| Gestamp                       | Automobilzulieferer           |
| Great Wall Motor Company Ltd. | Automobilindustrie            |
| Hella                         | Automobilzulieferer           |
| Honda                         | Automobilindustrie            |
| Porsche                       | Automobilindustrie            |
| Tesla Inc.                    | Automobilindustrie            |
| thyssenkrupp                  | Automobilzulieferer           |
| Toyota                        | Automobilindustrie            |
| UTC Aerospace Systems         | Zulieferer Luftfahrtindustrie |
| Volkswagen AG                 | Automobilindustrie            |

## Geschichte von Tebis
Die Tebis AG wurde 1984 zunächst als GmbH gegründet. Nach anfänglichen Beratungsaufträgen und betriebswirtschaftlichen Software-Projekten spezialisierte sich Tebis ein halbes Jahr später im CAD/CAM-Bereich. Das erste technische Produkt war eine PC-basierende Station, mit der auf einem mit einem Wegmesssystem ausgestatteten Zeichenbrett Folienpläne digitalisiert und in Risslinien-Programme für Fräsmaschinen umgerechnet werden konnten.
Die Versionsfolge 1.0 bis 1.0.4 bildete das erste Tebis CAD/CAM-System. Als eines der ersten 3D-Systeme lief Tebis ausschließlich auf PC-Basis (DOS). Zur Bedienung waren zwei Bildschirme notwendig. Auf dem einen Bildschirm wurden die aktuellen Befehle dargestellt und auf dem anderen wurden die Geometrien in einem 4-Tafelbild angezeigt. Die Eingabebefehle erfolgten über ein Digitalisiertablett. Die Fräsprogramme wurden nur für einzelne Flächen berechnet. Auf Grund des geringen Arbeitsspeichers (256 Byte) der NC-Maschinen der 80er-Jahre stellte Tebis eine DNC-Anbindung bereit, um neben der NC-Maschine das Postprocessing über eine V24-Leitung zu ermöglichen.
1989 erschien die Tebis-Version 2.0 mit grafischer Benutzeroberfläche, die bis heute in weiterentwickelter Form Bestand hat und sich von üblichen Windows-Oberflächen unterscheidet. Geometrien am Bildschirm konnten jetzt in Echtzeit animiert werden. Die Version 2.1 beinhaltete erstmals die Tebis-Automill-Technologie, mit der es möglich ist, flächenübergreifend Fräsbahnen zu berechnen.
Im Jahr 1993 wurde die Tebis-Version 3.0 vorgestellt. Das System wurde modularisiert und um die Betriebssysteme SCO UNIX, HP-UX, IRIX und AIX erweitert. Die Version 3.1 beinhaltete den Fräsassistenten, die V3.2 interaktives CAD und die V3.3 enthielt erstmals eine Werkzeugbibliothek und eine parametrische Verwaltung für alle NC-Berechnungen. In der Version 3.4 kamen die Module zur Simulation der Bearbeitung an einer virtuellen CNC-Maschine, Konstruktion von Elektroden zum Senkerodieren, zum Drahterodieren sowie zur 2,5-D-Fräs- und Bohrbearbeitung dazu. Ab der Version 3.5 kann durch variable Bearbeitungsvorlagen die NC-Programmierung noch besser automatisiert werden. Diese Version enthält auch erstmals den Arbeitsplan als zentrales Steuerelement für alle Bearbeitungsschritte. Das CAD-Modul zur BREP-Konstruktion wurde in die Software integriert, so dass die Tebis Software im Werkzeug-, Formen- und Modellbau den kompletten Fertigungsprozess begleiten kann. Die Version 4.0 erhielt ein neues, speziell für CAD/CAM-Anwendungen entwickeltes User Interface und eine neue Plattform für die featurebasierte NC-Automatisierung im 2,5D- und 3D-Bereich. Erstmals unterstützte diese Version auch CNC-Drehmaschinen und Industrieroboter sowie die Fertigungstechnologien Laserhärten und Laserauftragschweißen.
Die aktuelle Tebis-Version 4.1 wurde 2020 mit einer eigenentwickelten parametrisch-assoziativen CAD-Systembasis ausgeliefert. Das CAD-Hybridsystem vereint Freiformflächen, Solids sowie Scandaten und bietet die hauseigene Template-Technik damit auch im CAD-Umfeld an. Parametrische CAD-Schablonen automatisieren die Konstruktion und CAD-Fertigungsaufbereitung. Zudem wurde die Benutzeroberfläche für CAM-Anwender auf Einfachheit und Automatisierbarkeit hin optimiert.
Tebis zählt zu den Marktführern für CAM-Software. Das inhabergeführte Unternehmen unterhält eine eigene Consulting-Einheit, die Fertigungsunternehmen vor allem im Werkzeug-, Formen- und Modellbau mit branchenbezogener Prozess- und Unternehmensberatung unterstützt und firmeneigene Prozesse abbildet.
Durch die Übernahme eines Geschäftszweigs der ID Ingenieurgesellschaft für Datentechnik mbH bietet Tebis unter dem Namen ProLeiS auch ein Manufacturing Execution System (MES) an, das in die CAD/CAM-Anwendung integriert werden kann.